# 감정 분석
감정 분석(Sentiment analysis, 오피니언 마이닝 또는 감정 AI)은 자연어 처리, 텍스트 분석, 전산언어학, 생체인증을 사용하여 감정 상태와 주관적 정보를 체계적으로 식별, 추출, 정량화 및 연구하는 것이다. 감정 분석은 마케팅에서 고객 서비스, 임상 의학에 이르기까지 다양한 애플리케이션을 위한 리뷰 및 설문 조사 응답, 온라인 및 소셜 미디어, 의료 자료 등 고객의 소리 자료에 널리 적용된다. RoBERTa와 같은 심층 언어 모델이 등장하면서 더 어려운 데이터 도메인(예: 작성자가 일반적으로 자신의 의견/감정을 덜 명시적으로 표현하는 뉴스 텍스트)도 분석할 수 있다.

## 같이 보기
- 감성 컴퓨팅